# Ивашкин, Алексей Валерьевич
Алексей Валерьевич Ивашкин (род. 7 мая 1969, Раменское, Московская область) — советский и российский хоккеист, вратарь. Тренер.

## Биография
Начал заниматься хоккеем в раменском «Пионере». Воспитанник ЦСКА. В сезоне 1987/88 дебютировал в команде первой лиги СКА МВО Калинин. Играл за команды ЦСКА (1988/89 — 1990/91), «Торпедо» Горький / Нижний Новгород (1990/91 — 1992/93, 1996/97 — 1998/99), «Спартак» Москва (1993/94 — 1995/96), «Нефтехимик» Нижнекамск (1996/97), «Витязь» Подольск (1999/2000 — 2000/01), «Молот-Прикамье» Пермь (2001/02), МГУ Москва (2002/03), «Титан» Клин (2002/03 — 2003/04).
Чемпион СССР (1989).
Серебряный призёр чемпионата мира среди молодёжных команд 1988, победитель чемпионата мира среди молодёжных команд 1989.
Во время операции по удалению межпозвоночной грыжи в 2002 году у Ивашкина на 56 секунд остановилось сердце, что привело к раку крови. Проходил курс лечения. Работал тренером вратарей в клубах «Витязь-2» Чехов (2008/09), «Зеленоград» (2012), «Русские витязи» (2012—2020).